# Maurizio Venturi
Maurizio Venturi (Brescia, 2 ottobre 1957) è un allenatore di calcio ed ex calciatore italiano, di ruolo difensore.

## Carriera

### Giocatore
Ha giocato in Serie A con le maglie di Brescia e Milan. Ha inoltre giocato con Bolzano, Palermo e Cagliari, concludendo in Sardegna la sua carriera con tre stagioni nei rossoblù con cui ha realizzato il proprio record di presenze in campionato con la stessa maglia.

### Allenatore
Dopo aver allenato la formazione Berretti del Genoa, nel 2008 è entrato a far parte dello staff tecnico della prima squadra allenata da Gian Piero Gasperini, di cui era compagno di squadra ai tempi del Palermo.

## Palmarès

### Giocatore
- Coppa Mitropa: 1

Milan: 1981-1982